# Vălenii Lăpușului
Vălenii Lăpușului – wieś w Rumunii, w okręgu Marmarosz, w gminie Coroieni. W 2011 roku liczyła 972 mieszkańców.